# 드림걸스 (영화)
《드림걸스》(Dreamgirls)는 2006년에 미국에서 개봉한 뮤지컬 영화이다.

## 줄거리
1962년 디트로이트에서 자동차 판매원 커티스 테일러 주니어는 디트로이트 극장에서 열린 R&B 아마추어 탤런트 쇼에서 리드 싱어 에피 화이트와 백업 싱어 디나 존스, 로렐 로빈슨으로 구성된 흑인 걸 그룹 "더 드리메츠"를 만난다. 그는 자신을 그들의 새로운 매니저로 소개하며, 그들을 치틀린 서킷 R&B 스타 지미 "선더" 얼리의 백업 싱어로 고용한다. 그는 곧 자신의 캐딜락 딜러십에서 레인보우 레코드라는 자신의 음반사를 시작하고, 에피의 오빠 C.C.를 수석 작곡가로 임명한다. 그들의 첫 싱글 "Cadillac Car"가 백인 팝 그룹 "데이브 앤 더 스위트하츠"가 커버 버전을 발매한 후 실패하자, 커티스, C.C., 그리고 그들의 프로듀서 웨인은 "지미 얼리 앤 더 드리메츠"를 주류 팝 스타로 만들기 위해 페이올라를 이용하기 시작하고, 그들의 다음 싱글 "Steppin' to the Bad Side"부터 시작한다. 무대 밖에서 에피는 커티스와 사랑에 빠지고, 기혼인 지미는 로렐과 마찬가지로 사랑에 빠진다.
지미의 매니저 마티 매디슨은 커티스가 자신의 고객을 더 팝스럽게 만들려는 계획에 지쳐 떠난다. 지미가 전원 백인 관객으로 가득 찬 마이애미 비치 슈퍼 클럽과 연결되지 못하자, 커티스는 지미를 혼자 길로 보내고, "더 드림스"로 이름을 바꾼 더 드리메츠를 남겨 그 자리를 대신하게 한다. 에피의 플러스 사이즈 몸매와 독특하고 소울풀한 목소리가 백인 관객을 끌어들이지 못할 것이라고 생각한 그는, 더 날씬하고 전통적으로 매력적인 디나를 새로운 리드 싱어로 임명한다. 디나의 목소리는 더 기본적이고 평범하지만, 더 상업적이기 때문이다.
새로운 노래와 새로운 이미지를 통해 커티스와 C.C.는 더 드림스를 최고 판매를 기록하는 주류 팝 그룹으로 변모시킨다. 그러나 1965년이 되자 에피는 특히 커티스의 애정이 디나에게로 향하면서 반항하기 시작한다. 그는 결국 에피를 해고하고, 자신의 비서 미셸 모리스를 그녀의 후임으로 고용하며, 1966년 신년전야 라스베이거스에서 "디나 존스 앤 더 드림스"로 데뷔한다. 에피는 커티스에게 필사적으로 호소하지만, 커티스, C.C., 그리고 더 드림스는 그녀를 버리고 스타덤으로 나아간다. 에피는 자신이 그의 아이를 임신했다는 것을 알게 되지만, 그 소식을 숨긴다.
1973년이 되자 에피는 디트로이트에서 어린 딸 매직과 함께 복지에 의존하는 가난한 미혼모가 된다. 음악 경력을 다시 시작하기 위해 그녀는 마티를 자신의 매니저로 임명하고 지역 나이트클럽에서 공연하기 시작한다. 한편, 디나 존스 앤 더 드림스는 슈퍼스타가 되었고, 이제 로스앤젤레스에 본사를 둔 레인보우는 미국에서 가장 큰 팝 레이블이 되었다. 이제 디나의 남편인 커티스는 클레오파트라에 대한 영화를 그녀가 주연으로 출연시키기 위해 제안한다. 그러나 디나는 은밀히 영화가 결코 승인되지 않기를 바라며 다른 연기 활동을 추구하고 싶어 한다.
그 다음 해, 지미는 커티스가 디나에게 몰두하고 C.C.가 쓰고 로렐과 함께 녹음한 정치적으로 충전된 자선 싱글 "Patience"를 거부하면서 마약 중독에 빠진다. 레인보우의 10주년 기념 텔레비전 특별 방송 중, 지미는 즉흥 랩을 하기 위해 자신의 소울풀한 공연을 포기하고, 관객을 열광시키지만, 너무 지나쳐 바지를 벗는다. 당황한 커티스는 즉시 그를 레이블에서 퇴출시키고 로렐은 그들의 불륜 관계를 끝낸다. 얼마 후, 커티스가 자신의 노래의 예술적 가치를 디스코 음악으로 만들면서 훼손하고 있다고 느낀 C.C.는 레이블을 그만둔다. 지미는 곧 헤로인 과다 복용으로 사망하고, 로렐은 그의 장례식에 참석하지 못하게 되어 비통해한다.
지미의 죽음에 대한 커티스의 냉담한 반응에 실망한 C.C.는 디트로이트에서 에피와 화해하고, 그녀의 컴백 싱글 "One Night Only"를 쓰고 프로듀싱한다. 이 노래가 지역 라디오에서 재생되기 시작하자마자 커티스는 페이올라를 사용하여 라디오 방송국에 더 드림스의 디스코 커버 버전을 강제로 재생시킨다. 그러나 이 계획은 무산된다. 커티스가 자신의 경력을 통제하는 것에 점점 더 좌절했던 디나가 그의 계획을 발견하고 에피에게 연락하고, 에피는 C.C., 마티, 그리고 변호사와 함께 로스앤젤레스에 도착한다. 디나와 에피는 화해하고, 에피는 커티스가 매직의 아버지라고 말한다. 그는 FBI에 신고되는 것을 피하기 위해 마지못해 에피 버전의 "One Night Only"를 전국적으로 배포하는 데 동의한다. 에피의 승리에 영감을 받고 마침내 커티스의 진정한 모습을 보게 된 디나는 그를 떠나 새로운 시작을 맹세한다.
1975년, 더 드림스는 디트로이트 극장에서 고별 공연을 갖고, 에피를 무대로 초대하여 마지막 노래의 리드 보컬을 맡게 한다. 공연이 끝날 무렵, 커티스는 맨 앞줄로 다가가 매직을 만나고, 그녀가 자신의 딸임을 깨닫는다.

## 출연
- 제이미 폭스 - 커티스 테일러 주니어
- 비욘세 놀스 - 디나 존스
- 에디 머피 - 제임스 썬더 얼리
- 대니 글러버 - 마티 매디슨
- 애니카 노니 로즈 - 로럴 로빈스
- 제니퍼 허드슨 - 에피 화이트
- 키스 로빈슨 - C. C. 화이트
- 힌턴 배틀 (Hinton Battle) - 웨인
- 샤론 릴 (Sharon Leal) - 미셸 모리스
- 조단 벨피
- 길버트 글렌 브라운 - 총을 가진 남자
- 로버트 커티스 브라운 - 기술 책임자
- 이벳 니콜 브라운 - 커티스의 비서
- 로라 벨 번디 - 스위트하트
- E.J. 캘러핸
- 이벳 카슨 - 메이
- 존 나티엠포
- 저스틴 찰스
- 로버트 시치니 - 니키 카사로
- 마이클 클레인 - 기자
- 콜븐 콜린스
- 로레타 드바인 - 재즈 가수
- 매튜 딕큰스 - 지미의 밴드
- 조니 이래스미 - 캠벨 커넥션 댄서
- 킴벌리 에반
- 알렉산더 포크 - 로널드 화이트
- 알레한드로 퍼스 - 케이스 워커
- 빈스 그랜트 - 미국밴드 스탠드 프로듀서
- 랠프 루이스 해리스 - M.C.
- 존 크래신스키 - 샘 월시
- 돈 루이스 - 멜바 얼리
- 존 리스고 - 제리 해리스
- 에디 멕카 - 클럽 관리자
- 조나스 닐
- 켄 페이지 - 맥스 워싱턴
- 다미온 포이티어 - D.C. 바의 남자
- 마티 라이언
- 돈 샐몬
- 릭 스캐리
- 에스더 스콧 - 에델 이모
- 족코 심스 - 엘비스 켈리
- 바비 슬레이튼 - 마이애미 코믹
- 토니 트럭스
- 마이클 빌라니 - 디트로이트 기자
- 데브라 제인 - 마이애미 비치 클럽의 여자
- 로드니 J. 홉스
- A.J. 프레슬리
- 케빈 윌슨

## 기타
- 수입사 :  CJ엔터테인먼트

## 수상
- 2007년 제60회 영국 아카데미 시상식 수상 여우조연상 (제니퍼 허드슨)
- 2007년 제13회 미국 배우 조합상 수상 영화부문 여우, 남우조연상 (제니퍼 허드슨, 에디 머피)
- 2007년 제12회 크리틱스 초이스 시상식 수상 주제가상 (Listen), 음악상, 여우, 남우 조연상 (제니퍼 허드슨, 에디 머피)
- 2008년 제2회 넥스트 플러스 영화 축제 기획전
- 2008년 제31회 일본 아카데미상 수상 우수 외국작품상
- 2012년 제5회 FILM LIVE: KT&G 상상마당 음악영화제 Taster's Choice: 객원 프로그래머 추천선
- 2016년 제1회 충무로뮤지컬영화제 싱얼롱 CHIMFF
- 2018년 제31회 도쿄국제영화제 미드나잇 필름 페스티벌